# ヒポクラテスの誓い

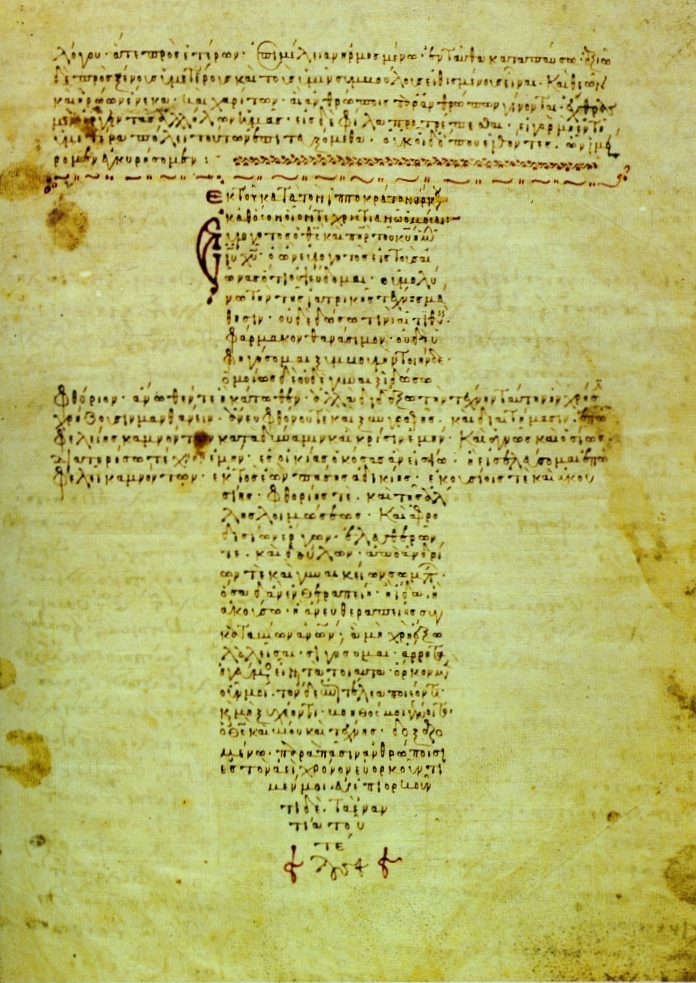
十字の形で記された12世紀東ローマ帝国の写本

ヒポクラテスの誓い（ヒポクラテスのちかい、英語: Hippocratic Oath、古代ギリシア語: Ἱπποκράτειος ὅρκος, Hippokrateios horkos）は、医師の医療倫理・任務などについての、ギリシア神への宣誓文。現代の医療倫理の根幹を成す患者の生命・健康保護の思想、患者のプライバシー保護のほか、専門家としての尊厳の保持、徒弟制度の維持や職能の閉鎖性維持なども謳われている。

## 由来
古代ギリシアの医師集団コス派の文書を中心とする文書群、Corpus Hippocraticum（ヒポクラテス集典）にある。つけられている題名は「誓い」(Ὅρκος, Horkos)。「ヒポクラテスの誓詞」とも呼ばれる。紀元前4世紀の「医学の父」ヒポクラテス、あるいは彼の弟子の一人による誓言であると広く信じられ、一般にはこの文書群と同様に「ヒポクラテスの誓い」として流通してきた。
ただし、このテキスト自体は、歴史上実在したヒポクラテスよりも後の時代に、コス派よりも後の時代に成立したと考えられている。この点は、テキストで「医術」という語をもって指示されているものが、現在で言う「内科」に相当するものに限定され、外科的な事柄が拒絶されている事からも推定可能である。何故なら、コス派の医者たちは外科的処置も行なったのであり、また、その処置は優れたものでもあったからである（上記ヒポクラテス集典を参照）。

## 医学校での宣誓
1508年、ドイツのヴィッテンベルク大学医学部で初めて医学教育に採用された。
1804年、フランスのモンペリエ大学の卒業式ではじめて宣誓され、以降医者にとって重要なものとして長らく伝承されてきた。1928年では北米の医学校の19％で卒業式の誓いとしていたが、2004年では北米のほぼ全ての医学校の卒業式に誓われている。
20世紀末より、医学生が臨床実習を始めるにあたっての白衣授与式が米国で行われるようになったが、この際にヒポクラテスの誓いが読まれることもある。

## ヒポクラテスの誓い（日本語訳）
現実に医学部で使用されているものではなく直訳したものを記す。

### 誓いの背景
- 医術学派
- 安楽死
- 截石術

## 批判
アメリカ合衆国のユージーン・D・ロビンとロバート・F・マコーリーは、この誓いは文化的停滞 (cultural lag) の典型例で、誓いの作者はヒポクラテスでなく、この誓いは古代における「奴隷制、性差別、秘密主義、自己権力の拡大、魔術」などに染まりすぎているとして批判した。

### 批判への反論
上記批判に対してアテネ大学内の国際ヒポクラテス協会のマルケトスが誓いの作者がヒポクラテス自身であるかどうかは別として誓いに示してある医師のあるべき姿は永遠不滅であるとした。

### 誓いの改変
以上の状況などから、ヒポクラテスの誓いの倫理的真意の現代的な改定・系統化を意図したジュネーブ宣言が1948年、第2回世界医師会総会にて採択された。その他、学校独自の誓いを作成しているところが多く、その種類は50を超えている。